# متلازمة كابوكي
متلازمة كابوكي (بالإنجليزية: Kabuki syndrom)‏ وتسمى أيضًا متلازمة المكياج الياباني - كابوكي
(بالإنجليزية: Kabuki make-up syndrome)‏- أو  متلازمة كيوروكي (بالإنجليزية:  Kuroki Syndrome)‏؛
هي اضطراب خلقي وراثي المنشأ يتشابه مع العديد من التشوهات الخلقية والإعاقات الذهنية. وقد اكتشف في عام 1981 من قبل الطبيبين اليابانيين نبكاوا - وكيوروكي Dr. Niikawa and Dr. Kuroki.بوصف حالات مرضية يتشابه ملامح وجه الطفل المصاب بهذه المتلازمة مع المكياج الذي يضعه ممثلي كابوكي في المسرح الياباني، اخذت تسميتها من الشكل الوصفي للحالة المصابة بهذا المرض، حيث يتشابه ملامح وجه الطفل المصاب بهذه المتلازمة مع الماكياج الذي يضعه ممثلي كابوكي في المسرح الياباني، حيث تتميز ملامح المصاب هذه المتلازمة بوجود عينيين واسعتين، تقوس الحاجب العلوي، زيادة طول ثنايا الجفون، ورموش طويلة سميكة، مع وجود التخلف الفكري، لذلك سميّت بمتلازمة الماكياج الياباني - كابوكي Kabuki make-up syndrome، ثم تم اختصارها إلى متلازمة كابوكي Kabuki Syndrome

## الأسباب
السبب المباشر غير معروف لحدوث هذا المرض، ولكن أحد أسباب حدوثه هي طفرات حمض نووي. حيث يعتقد ان السبب هو عيب في الكروموسوم 8 - 8p22-23.1، ونسبة انتشاره هو حالة لكل 23.000 ولادة .

## الأعراض
-تخييم الشفة العليا
- فم مفتوح
-تقوس الحواجب
-انخفاض القدرات الادراكية
-عدوى الأذن (المتكررة)
-تشويه في ضلوع
-تشويه في أسنان
- أذن منخفظة
-انحناء الجفون
-رتابة في الأنف
- أصابع ناقصة
-خلع في الورك
-مجموعة عيون واسعة
-البلوغ في وقت مبكر
-انخفاض قوة العضلات
-توقف النمو
-تشويه في العمود الفقري
-عيوب في القلب
-رأس صغير الحجم
-فقدان السمع
- الخصيتين معلقتين أو مرتفعتين
-التغييرات السلوكية

## العلاج
يعتمد العلاج على التدخل المبكر لمنع مشاكل التغذية والنمو والدعم الأسري
والمعالجة المهنية الوظيفية والطبيعية. وكذلك معالجة الأعراض المرافقة للمرض مثل معالجة السمع والتخاطب والتعلم. بالإضافة إلى اعطاء الادوية. والتدخل الجراحي لمعالجة بعض التشوهات المصاحبة

## وصلات خارجية
- Supporting Aussie Kids with Kabuki Syndrome - Supporting families since 2004
- GeneReviews/NCBI/NIH/UW entry on Kabuki syndrome, Kabuki Make-Up Syndrome, Niikawa-Kuroki Syndrome
- GeneTests/NIH/NCBI/UW information on Kabuki syndrome gene testing
- ICD-9-CM Diagnosis 759.89 - Other specified congenital anomalies
- Kabuki Syndrome Network - An international Kabuki syndrome support website
- - Kabuki Stars, a UK-based support and information site
- The Australian Kabuki Syndrome Association - Supporting Australian Kabuki Families